# Mikrofon
En mikrofon er en transducer der omsætter akustisk lyd til et elektrisk signal. Gennem de seneste ca. 100 år har man opfundet og udviklet forskellige "metoder" til at konverterer akustisk lyd og andre mekaniske svinginger om til en strøm, spænding eller en anden "elektrisk egenskab" som kan behandles af et elektronisk kredsløb.
- Båndmikrofon
- Dynamisk mikrofon
- Kondensatormikrofon, en nyere og billigere type, hedder electret condenser microphone.
- Kulkornsmikrofon; en ældre mikrofontype der blev brugt i telefoner.
- Krystalmikrofon